# Mein allerschönstes Buch vom Backen, Bauen und Flugzeugfliegen
Mein allerschönstes Buch vom Backen, Bauen und Flugzeugfliegen (englischer Originaltitel What Do People Do All Day?) ist ein Bilderbuch des US-amerikanischen Autors und Illustrators Richard Scarry, das 1968 beim Verlag Random House veröffentlicht wurde. Die deutsche Erstausgabe erschien 1970 beim Delphin Verlag in der Übersetzung durch A. von Hill.

## Inhalt
Das Bilderbuch stellt uns die Stadt Busytown vor und zeigt, welchen Tätigkeiten deren Bewohner – unterschiedlichste anthropomorphisierte Tiere – nachgehen beziehungsweise womit sie ihr Geld verdienen und wofür sie es ausgeben. So zum Beispiel Vater Katze, der einen Kaufladen besitzt, Wachtmeister Murphy, ein Cocker Spaniel, der auf seinem Motorrad auf Streife fährt, oder Bauer Fuchs, der diverses Gemüse anbaut. Die jungen Leser lernen den ereignisreichen Alltag von Müttern kennen, der Autor nimmt die Leser mit auf eine Schiffsreise, begleitet die Feuerwehr zu einem Einsatz und das kleine Häschen ins Krankenhaus, wo ihm die Mandeln entfernt werden und seine Mutter zeitgleich ein kleines Geschwisterchen zur Welt bringt, und die Leser wohnen der Zugfahrt der Schweinefamilie bei. Weiters wird erklärt, wozu wir Holz benötigen und woher es kommt, wie Kohle abgebaut wird, um daraus in einem Kohlekraftwerk elektrischen Strom zu gewinnen, wie zwischen Busytown und Workville eine neue Straße gebaut wird und schließlich, für welche Zwecke wir Wasser benötigen und wie es zu uns ins Haus gelangt.

## Rezeption
Kaylee Davis schreibt in ihrer Buchrezension: „Auch wenn das Buch schon 1968 veröffentlicht wurde, kennen es viele Leute, die später geboren wurden, aus ihrer Kindheit. Richard Scarrys Bücher haben zahllose Kinder auf der ganzen Welt angeschaut […] Kleine Leser sind von den vielen verschiedenen Dingen fasziniert, die Leute jeden Tag machen. Scarrys Markenzeichen – mit Details vollgestopfte Darstellungen ganz alltäglicher Handlungen – fesselt Kinder stundenlang an die Buchseiten, wenn sie versuchen, die Figuren auf jeder Seite wiederzufinden. Ob die Tiere Taxi oder Bus fahren, Flugzeug fliegen, Lebensmittel verkaufen, zur Schule oder Post gehen, Häuser bauen oder Gemüse anbauen – hier lernen Kinder jede Menge neue Wörter, können sie Bildern zuordnen und entdecken mit jedem Lesen Vertrautes und Neues“. Mike McKiernan schreibt in Occupational Medicine: „Wie bei der Erkundung von Brueghels berühmten volkstümlichen Szenen ist das Auge gezwungen, hin und her zu huschen, ohne zur Ruhe zu kommen, immer wieder von einem weiteren, gerade entdeckten Detail abgelenkt.“ Marvin Olasky vergleicht in seinem Artikel Scarrys Bilderbuch mit dem Brettspiel Candy Land von Eleanor Abbot und kommt zu dem Schluss, dass Kinder in Scarrys Buch einiges über Ökonomie lernen und dass Dinge nicht einfach auf magische Art und Weise, sondern in erster Linie durch harte Arbeit entstehen. Auch Mary Jackson betont diesen Aspekt in ihrer Rezension: „Kleine Kinder werden Spaß daran haben, große Seiten umzublättern, um die Grundlagen des Funktionierens einer Wirtschaft zu lernen. In elf kurzen Abschnitten beschreibt Scarry alltägliche Unternehmungen wie den Anbau und Verkauf von Lebensmitteln, das Verschicken von Briefen, den Bau von Häusern und das Löschen von Bränden, so dass neugierige Kinder die damit verbundenen Prozesse und die Abhängigkeit der verschiedenen Arbeiter voneinander erkennen können.“

## Referenzen
Mein allerschönstes Buch vom Backen, Bauen und Flugzeugfliegen ist in dem literarischen Nachschlagewerk 1001 Kinder- und Jugendbücher – Lies uns, bevor Du erwachsen bist! für die Altersstufe 3+ Jahre enthalten.

## Ausgaben
- What Do People Do All Day? Random House, USA 1968 (englisch).
- Mein allerschönstes Buch vom Backen, Bauen und Flugzeugfliegen. Delphin, 1970.
- Mein allerschönstes Buch vom Backen, Bauen, Feuerlöschen. Delphin, 1987. (10. Aufl.)
- Wenn ich groß bin. Diogenes, 2018, ISBN 978-3-257-01237-8.

## Adaptionen
In den 1990er Jahren produzierte Nickelodeon die Zeichentrickserie The Busy World of Richard Scarry (deutsch Egons bunte Welt).